# تحت‌تعقیب‌ترین‌های مالیبو
تحت‌تعقیب‌ترین‌های مالیبو (به انگلیسی: Malibu's Most Wanted) فیلمی محصول سال ۲۰۰۳ و به کارگردانی جان وایتسل است. در این فیلم بازیگرانی همچون جیمی کندی، تای دیگز، آنتونی اندرسون، بلر آندروود، رجینا هال، دامین دانته وینس، رایان اونیل، اسنوپ داگ، بو درک، جفری تامبر، کل پن، نیک اسواردسون، کلی مارتن، گرگ گرانبرگ، جی.پی مانوکس، تری کروس و نوئل گوگلیمی ایفای نقش کرده‌اند.